# 南江镇 (南江县)
南江镇，是中华人民共和国四川省巴中市南江县曾经下辖的一个镇。2019年12月，撤销南江镇和东榆镇，设立集州街道，以原南江镇大堂坝社区、南门口社区、西佛山社区、春场坝社区、沙溪坝社区、南磷路社区、简家坝社区、朝阳社区、林家坝社区、红塔社区、杨家河社区、断渠社区、太子洞社区、海螺社区、文星村、朝阳村、黄金村、元山村、红卫村、南垭村、明月村、光辉村、水洞村、凰龙村划为集州街道的行政区域。

## 行政区划
南江镇撤銷前下辖以下地区：
春场坝社区、大堂坝社区、西佛山社区、朝阳社区、南磷路社区、沙溪坝社区、杨家河社区、断渠社区、太子洞社区、南门口社区、简家坝社区、林家坝社区、朝阳村、文星村、红塔村、黄金村、元山村、红卫村、长坪村、渔坝村、双元村、楠垭村、明月村、白鹤村、石光村、三溪村、水洞村、光辉村、金碑村、文安村、凰龙村和桃红村。